# Gammalromerska trosbekännelsen
Den gammalromerska trosbekännelsen är en tidig trosbekännelse, i den kristna kyrkan, som kom att bli en föregångare till den apostoliska trosbekännelsen. Den baserades på trosregeln (regula fidei) från 100-talet samt en formel med frågor och svar som ingick i det kristna dopet (200-talet eller tidigare). Från början av 300-talet var den tredelad i strukturen, enligt Matteusevangeliet 28:19: "Döp dem i Faderns och Sonens och den heliga Andens namn".
Den gammalromerska bekännelsen från 300-talet lyder:
Jag tror på Gud Fader allsmäktig;
och på Kristus Jesus, hans enfödde Son, vår Herre,
som föddes av den helige Ande och jungfrun Maria,
blev korsfäst under Pontius Pilatus och begraven,
på tredje dagen uppstånden igen ifrån de döda,
uppstigen till himlen,
sittande på Faderns högra hand
därifrån igenkommande till att döma levande och döda;
och på den helige Ande,
den heliga kyrkan,
syndernas förlåtelse,
köttets uppståndelse.

Enligt Oxford Dictionary är den första texten som styrker den ett brev till påve Julius I år 340 eller 341, och det har nyligen hävdats att den utvecklades inom ramen för den arianska kontroversen.
Även om namnet "apostoliska trosbekännelsen" finns med i en skrivelse av Sankt Ambrosius (cirka 390) blev den som nu kallas den apostoliska trosbekännelsen först känd i sin nuvarande form i början av 700-talet, en formel som utvecklades ur den gammalromerska trosbekännelsen och som verkar vara av spanskt-franskt ursprung, och som godkändes i Rom en tid efter Karl den store införde den i sina besittningar.